# Тейонг
Лий Те-йонг (на корейски: 이태용), по-познат като Тейонг, е южнокорейски рапър, певец и автор на песни.
Той е най-известен като член на момчешката група NCT. През 2016 г. той дебютира в първото подразделение на групата, NCT U, а по-късно същата година става лидер на второто подразделение, NCT 127. Като автор на песни, той участва в написването на над 30 песни на четири различни езика, издадени най-вече от различните подразделения на NCT. През 2019 г. той дебютира в групата SuperM и е един от седемте членове, от които се състои.
Първият самостоятелен сингъл на Тейонг, „Long Flight“, който той написва, е пуснат заедно с придружаващ музикален клип на 18 юли 2019 г. чрез проекта SM Station.
На 8 август 2019 г. е обявено, че Тейонг е избран да стане член на SuperM, K-pop супергрупа, продуцирана от SM Entertainment в сътрудничество с Capitol Records. Групата дебютира през 4 октомври 2019 г.

## Кариера

### 2012 – 2016: Начало на кариерата си
Лий Те-йонг е роден на 1 юли 1995 г. в Сеул, Южна Корея. Завършил е училището за сценични изкуства в Сеул. На 18-годишна възраст той е избран на улицата от рекрутер на SM Entertainment и се присъединява към компанията, след като успешно премина прослушването, където изпява националния химн. Той е представен като член на SM Rookies, пред дебютна тренировъчна група, през декември 2013 г. След дебюта му бяха назначени ролите на главния рапър и главен танцьор, въпреки че преди в тренировките му не е учил танци, учителят му изрази съмнява се дали ще успее да навакса.
През 2014 г. в YouTube канала на SMTown е публикувано видео на Тейонг, изпълняващ фрагмент от песента му „Open the Door“. По-късно същата година той участва в песента на Red Velvet „Be Natural“. И в двете версии е кредитиран като „SR14B Taeyong“.

### 2016 – 2018: Дебют, NCT
През април 2016 г. Тейонг дебютира като член на NCT U с песента „The 7th Sense“, която е и първото издание на NCT като цяло. През юли същата година той дебютира като член и лидер на NCT 127 с първия си EP NCT #127, за който той е написал 2 песни, включително основния сингъл „Fire Truck“.
През януари 2017 г. NCT 127 се завръща с EP Limitless. Тейонг участва в написването на четири песни за албума, като песента „Baby Don't Like It“ бележи първия път, когато е бил кредитиран като композитор. През юни групата издава третото си EP, Cherry Bomb. Всички песни в албума, освен една, са написани в съавторство от него. Заглавната песен, „Cherry Bomb“, по-късно е обявена за една от най-добрите K-pop песни на годината от Billboard и Idolator.
През 2017 г. Тейонг участва в две колаборации с артисти на SM Entertainment. „Around“, експериментална песен, продуцирана от Hitchhiker, е пусната с придружаващ музикален клип през май, чрез проекта SM Station. Лий също е работил с певицата и продуцент Yoo Young-jin по рок-баладата „Cure“, която е пусната през август 2017 г., също чрез SM Station.
Заедно с вокалистите на NCT 127 Taeil и Doyoung, Тейонг се появява в OST за драмата „School 2017“, представяйки се като рапър и автор на песни за баладата R&B „Stay in My Life“.
През март 2018 г. NCT издават първия си пълен албум като част от мащабен проект, обединяващ всички свои подгрупи – NCT 2018 „Empathy“. Той се появява в пет от единиците, представени в албума (NCT 127, NCT 2018 и три единици на NCT U). Участва в написването на пет песни за „Empathy“. Тейонг дебютира в Япония с EP Chain на NCT 127 през май 2018 г. Албумът достигна най-голямото място в класацията на Oricon Weekly Albums.
Същия месец Тейонг се присъединява към актьорския състав на Food Diary, сортово шоу с група знаменитости, изследващи земеделието и процеса на производство на храни, заедно с BoA.
Тейонг съавтор написа четири песни за първия албум на NCT 127, Regular-Irregular, включително промоционалния сингъл „Regular“. Първоначално песента е пусната на два езика: английски и корейски, но по-късно служи и като дебютния сингъл на китайското подразделение WayV.

### 2019–: Соло кариера и SuperM
През април NCT 127 издава първия си пълнометражен японски албум Awaken, за който Тейонг е съавтор на песента „Lips“.
През юли 2019 г. той издава първата си самостоятелна песен „Long Flight“, която той е написал и съавторирал, с придружаващ музикален клип. Парчето служи като финал на сезон 3 на проекта SM Station.
На 8 август 2019 г. Тейонг е разкрит като член на SuperM, K-pop супергрупа, създадена от SM Entertainment в сътрудничество с Capitol Records. Промоциите на групата трябва да започнат през октомври, насочени към американския пазар.
Същия месец Тейонг и Punch сътрудничат на OST песен за Hotel del Luna, телевизионен сериал с участието на IU и Yeo Jin-goo. Изданието, озаглавено „Love del Luna“, е тринадесетата (и последна) част на саундтрака.

## Любопитно
- Хобитата му са да слуша музика, да играе игри, да гледа филми и да поръчва вкусна храна
- Обича да пазарува, купува неща, за да освободи стрес
- Мотто: „Нека бъдем добри хора“
- Марк казва, че Тейонг наистина е добър в готвенето
- Той е най-забравящият член, винаги губи нещата
- Той има мизофобия, което е страхът от заразяване и микроби, но не е толкова сериозно
- Той е очарован от фотографията[1]

## Дискография
| Заглавие                                                 | Година                  | Класации                | Класации                | Продажби                | Албум                             |
| Заглавие                                                 | Година                  | KOR                     | US World                | Продажби                | Албум                             |
| Като основен изпълнител                                  | Като основен изпълнител | Като основен изпълнител | Като основен изпълнител | Като основен изпълнител | Като основен изпълнител           |
| -------------------------------------------------------- | ----------------------- | ----------------------- | ----------------------- | ----------------------- | --------------------------------- |
| "Around" (with Hitchhiker)                               | 2017                    | —                       | —                       | –                       | –                                 |
| "Cure" (함께) (with Yoo Young-jin)                       | 2017                    | —                       | —                       | –                       | –                                 |
| "Long Flight"                                            | 2019                    | —                       | 6                       | –                       | –                                 |
| Като страничен изпълнител                                |                         |                         |                         |                         |                                   |
| "Be Natural" (Red Velvet featuring Taeyong)              | 2014                    | 33                      | 6                       | - KOR: 65 820+          | –                                 |
| "Time" (Hitchhiker featuring Sunny, Hyoyeon and Taeyong) | 2018                    | —                       | —                       | –                       | –                                 |
| Промоционални сингли                                     |                         |                         |                         |                         |                                   |
| "Open the Door"                                          | 2014                    | —                       | —                       | –                       | –                                 |
| Колаборации                                              |                         |                         |                         |                         |                                   |
| "City Lights" (夜話) (U-Know featuring Taeyong)          | 2018                    | —                       | —                       | –                       | New Chapter #2: The Truth of Love |
| OST                                                      |                         |                         |                         |                         |                                   |
| "Stay in my Life" (with Taeil and Doyoung of NCT)        | 2017                    | —                       | —                       | –                       | School 2017 OST Part 4            |
| "Love del Luna" (with Punch)                             | 2019                    | 46                      | —                       |                         | Hotel del Luna OST Part 13        |